# Lawson Craddock
Gregory Craddock, detto Lawson (Houston, 20 febbraio 1992), è un ex ciclista su strada statunitense, professionista dal 2011 al 2024, ha vinto due titoli nazionali Elite a cronometro.

## Palmarès
- 2009 (Juniores)

4ª tappa Tour du Pays du Vaud (Aigle > Aigle, cronometro)
3ª tappa Tour of the Red River Gorge (cronometro)
- 2010 (Juniores)

2ª tappa Trophée Centre Morbihan (Réguiny > Réguiny, cronometro)
Prologo Tour du Pays du Vaud (cronometro)
3ª tappa Tour du Pays du Vaud
2ª tappa Trofeo Karlsberg (Lauterbach > Großrosseln)
3ª tappa Trofeo Karlsberg (Utweiler > Utweiler, cronometro)
Classifica generale Trofeo Karlsberg
Campionato statunitense, Prova in linea Juniores
Campionato statunitense, Prova a cronometro Juniores
1ª tappa Regio-Tour (Heitersheim > Heitersheim, cronometro)
- 2011 (Trek-Livestrong, due vittorie)

2ª tappa Triptyque des Monts et Châteaux (Chièvres > Chièvres, cronometro)
10ª tappa Tour de Guadeloupe (Sainte-Anne > Baillif)
- 2012 (Bontrager Livestrong Team, una vittoria)

5ª tappa Tour of the Gila (Silver City > Pinos Altos)
- 2013 (Bontrager Cycling Team, una vittoria)

2ª tappa Triptyque des Monts et Châteaux (Vieux-Condé > Mont-de-l'Enclus)
- 2021 (EF Education-Nippo, una vittoria)

Campionato statunitense, Prova a cronometro
- 2022 (Team BikeExchange-Jayco, una vittoria)

Campionato statunitense, Prova a cronometro

### Altri successi
- 2013 (Bontrager Cycling Team)

Classifica giovani Tour of California
- 2014 (Giant-Shimano)

Classifica giovani Tour of California
- 2018 (EF Education First)

Classifica scalatori Settimana Internazionale di Coppi e Bartali
- 2019 (EF Education First)

1ª tappa Tour Colombia 2.1 (Medellín > Medellín, cronosquadre)
- 2020 (EF Pro Cycling)

1ª tappa Tour Colombia 2.1 (Tunja, cronosquadre)

## Piazzamenti

### Grandi Giri
- Giro d'Italia

2020: non partito (10ª tappa)
2022: 107º
- Tour de France

2016: 124º
2018: 145º
2023: 84º
- Vuelta a España

2014: ritirato (14ª tappa)
2015: 42º
2019: 59º
2021: 69º
2022: 55º

### Classiche monumento
- Milano-Sanremo

2019: 44º
2020: 136º
2022: 124º
- Liegi-Bastogne-Liegi

2015: ritirato
2016: 37º
2018: 109º
2019: 46º
2021: 139º
2023: 73º
- Giro di Lombardia

2014: ritirato
2015: ritirato
2022: 54º

### Competizioni mondiali
- Campionati del mondo

Mosca 2009 - Cronometro Junior: 2º
Offida 2010 - In linea Junior: 14º
Offida 2010 - Cronometro Junior: 3º
Copenaghen 2011 - Cronometro Under-23: 50º
Toscana 2013 - In linea Under-23: ritirato
Toscana 2013 - Cronometro Under-23: 5º
Richmond 2015 - In linea Under-23: 109º
Richmond 2015 - Cronometro Under-23: 22º
Yorkshire 2019 - Cronometro Elite: 6º
Yorkshire 2019 - In linea Elite: ritirato
Imola 2020 - Cronometro Elite: 30º
Imola 2020 - In linea Elite: ritirato
Fiandre 2021 - Cronometro Elite: 18º
Fiandre 2021 - Staffetta: 8º
Fiandre 2021 - In linea Elite: 57º
Glasgow 2023 - In linea Elite: ritirato
Glasgow 2023 - Staffetta mista: 8º
Glasgow 2023 - Cronometro Elite: 15º
- Giochi olimpici

Tokyo 2020 - In linea: 80º
Tokyo 2020 - Cronometro: 34º